# CeCe Peniston
CeCe Peniston (Dayton, 1969. szeptember 6. –) amerikai énekesnő, egykori szépségkirálynő. Az 1990-es évek elején öt slágere volt a Billboard Hot Dance Music/Club Play slágerlistáján.

## Pályafutása
1991. végén vált híressé a „Finally” című táncdalával, amely számos országban a top 20-as kislemezlistákra került − a 16. helyre Németországban, a 12. helyre Svájc]][[ban, a 9. helyre Ausztriában. További slágerlistákon elért sikerei közé tartozott a „We Got a Love Thang” és a „Keep on Walkin'” 1992-ben. A „Somebody Else's Guy” című kislemeze − Jocelyn Brown 1984-es slágerének feldolgozása − 1998-ban bekerült a brit top 20-ba. 
2005. óta színésznőként dolgozik.

## Albumok
- Female Preacher with Overweight Pooch (1991)
- Finally (1992)
- Thought 'Ya Knew (1994)
- Good News in Hard Times with Sisters of Glory (1995)
- I'm Movin' On (1996)
- Desert Funk Soundtrack with VA (1998)
- Music Is Our Way of Life with Full Flava (2007)

## Filmek
- 2005: Pastor Jones (cameo, DVD), R.: Jean-Claude La Marre
- 2005: Don't Touch If You Ain't Prayed (DVD), R.: Larry Jenkins
- 2014: Thorns from a Rose, R.: Bryce Prevatte
- 2015: Where Is Good?, R.: Ricky Burchell